# Còdex Laud

El  còdex Laud  o  còdex Laudianus  (registrat com EM. Laud Misc. 678, a la Bodleian Library d'Oxford) és un important manuscrit del segle xvi nomenat en honor de William Lauda, arquebisbe britànic que va ser propietari d'aquest antic còdex mexicà. Forma part del grup Borja, i és un manuscrit principalment pictòric que consta de 24 fulls (48 pàgines), originari del centre de Mèxic, que data d'abans de la conquesta espanyola. Està incomplet, ja que part d'aquest no ha estat trobat
És similar en el seu contingut al còdex Bodleià i al còdex Borja. Va ser publicat (amb una "introducció" per CA Burland) en el volum XI de  Còdex selectives  de la Akademisches Drucker-o. Verlagsanstalt, de Graz.

## Contingut
El còdex és un text sobre el tonalpohualli, el calendari ritual Mèxic. Part del contingut inclou els símbols dels dies del mes mexicà, com  Quiáhuitl  (esquerra) i  Acatl  (dreta).